# Портер, Майкл (младший)
Майкл Портер (младший) (англ. Michael Porter Jr.; род. 29 июня 1998 года в Колумбии, штат Миссури, США) — американский профессиональный баскетболист, лёгкий форвард команды НБА «Бруклин Нетс».
Был выбран на драфте НБА 2018 года в первом раунде под общим 14-м номером.

## Профессиональная карьера

### Денвер Наггетс (2018—настоящее время)
Портер был выбран «Денвер Наггетс» под общим 14-м номером на драфте НБА 2018 года. Он опустился с возможного первого выбора на драфте до 14-го из-за сообщений о его плохом здоровье. «Наггетс» также обсуждали возможность того, что он пропустит весь свой первый сезон в НБА из-за проблем со спиной. 3 июля 2018 года Портер подписал многолетний контракт с «Наггетс». 19 июля 2018 года «Наггетс» объявили, что Портер перенес вторую операцию на спине и пропустит весь сезон.
31 октября 2019 года Портер дебютировал в НБА, выйдя со скамейки запасных и набрав пятнадцать очков, четыре подбора и одну передачу в матче с «Нью-Орлеан Пеликанс» (107:122).
29 декабря Портер впервые вышел в стартовой пятерке, набрав 19 очков, шесть подборов и одну передачу за 26 минут в победе над «Сакраменто Кингз» (120:115). Спустя четыре дня он установил новый карьерный максимум, набрав 25 очков за 23 минуты в победе над «Индианой Пэйсерс». 4 августа 2020 года после приостановки сезона из-за пандемии COVID-19 Портер-младший привел «Наггетс» к первой победе в «Баббле», набрав максимальные для себя 37 очков в победе со счетом 121:113 над «Оклахома-Сити Тандер».
24 апреля 2021 года Портер набрал максимальные в карьере 39 очков в победе над «Хьюстон Рокетс» со счетом 129:116.
27 сентября 2021 года Портер и «Денвер Наггетс» подписали пятилетнее продление контракта за $172 млн, которые вырастут до $207 млн, если Портер будет выбран в сборную по итогам сезона. Ожидалось, что он будет играть роль второй звезды после Николы Йокича, пока Джамал Мюррей продолжает восстанавливаться после разрыва крестообразной связки. 29 ноября 2021 года после 9 матчей сезона агент Портера Марк Бартельштейн объявил, что Портер пропустит остаток сезона НБА 2021/22, так как ему предстоит третья операция на спине.
В 5-й игре Финала НБА 2023 года Портер набрал 16 очков и сделал 13 подборов в победе над «Майами Хит» со счетом 94:89, а «Наггетс» выиграли свой первый чемпионат НБА в истории франшизы.
21 марта 2024 года Портер набрал 31 очко и реализовал 193-й трехочковый бросок в сезоне, превзойдя предыдущий рекорд Дейла Эллиса (192) по количеству трехочковых бросков за сезон в истории «Наггетс».
10 ноября 2024 года Портер набрал 17 очков и забросил победный бросок в матче против «Даллас Маверикс» (122:120).
3 февраля 2025 года Портер набрал 36 очков в победе над «Нью-Орлеан Пеликанс» со счетом 125:113. 5 февраля Портер набрал максимальные в карьере 39 очков и 12 подборов в победе над «Нью-Орлеан Пеликанс» со счетом 144:119. На следующий день Портер набрал 30 очков в победе над «Орландо Мэджик» со счетом 112:90. Он стал первым игроком в истории «Наггетс», в трех подряд матчах набравшим 30+ очков и забросившим 5+ трехочковых.

## Статистика

### Статистика в НБА
| Сезон                                                                                    | Команда | Регулярный сезон | Регулярный сезон | Регулярный сезон | Регулярный сезон | Регулярный сезон | Регулярный сезон | Регулярный сезон | Регулярный сезон | Регулярный сезон | Регулярный сезон | Регулярный сезон | Серия плей-офф | Серия плей-офф | Серия плей-офф | Серия плей-офф | Серия плей-офф | Серия плей-офф | Серия плей-офф | Серия плей-офф | Серия плей-офф | Серия плей-офф | Серия плей-офф |
| Сезон                                                                                    | Команда | GP               | GS               | MPG              | FG%              | 3P%              | FT%              | RPG              | APG              | SPG              | BPG              | PPG              | GP             | GS             | MPG            | FG%            | 3P%            | FT%            | RPG            | APG            | SPG            | BPG            | PPG            |
| ---------------------------------------------------------------------------------------- | ------- | ---------------- | ---------------- | ---------------- | ---------------- | ---------------- | ---------------- | ---------------- | ---------------- | ---------------- | ---------------- | ---------------- | -------------- | -------------- | -------------- | -------------- | -------------- | -------------- | -------------- | -------------- | -------------- | -------------- | -------------- |
| 2019/20                                                                                  | Денвер  | 55               | 8                | 16,4             | 50,9             | 42,2             | 83,3             | 4,7              | 0,8              | 0,5              | 0,5              | 9,3              | 19             | 3              | 23,7           | 47,6           | 38,2           | 74,3           | 6,7            | 0,8            | 0,7            | 0,3            | 11,4           |
| 2020/21                                                                                  | Денвер  | 61               | 54               | 31,3             | 54,2             | 44,5             | 79,1             | 7,3              | 1,1              | 0,7              | 0,9              | 19,0             | 10             | 10             | 33,2           | 47,4           | 39,7           | 81,0           | 6,2            | 1,3            | 1,1            | 0,3            | 17,4           |
| 2021/22                                                                                  | Денвер  | 9                | 9                | 29,5             | 35,9             | 20,8             | 55,6             | 6,6              | 1,9              | 1,1              | 0,2              | 9,9              | Не участвовал  | Не участвовал  | Не участвовал  | Не участвовал  | Не участвовал  | Не участвовал  | Не участвовал  | Не участвовал  | Не участвовал  | Не участвовал  | Не участвовал  |
| 2022/23                                                                                  | Денвер  | 62               | 62               | 29,0             | 48,7             | 41,4             | 80,0             | 5,5              | 1,0              | 0,6              | 0,5              | 17,4             | 20             | 20             | 32,7           | 42,3           | 35,1           | 79,3           | 8,1            | 1,6            | 0,5            | 0,6            | 13,4           |
| 2023/24                                                                                  | Денвер  | 81               | 81               | 31,7             | 48,4             | 39,7             | 83,6             | 7,0              | 1,5              | 0,5              | 0,7              | 16,7             | 12             | 12             | 36,9           | 46,6           | 40,7           | 76,9           | 6,8            | 1,1            | 0,9            | 0,8            | 15,8           |
|                                                                                          | Всего   | 268              | 214              | 27,8             | 49,9             | 41,0             | 80,7             | 6,2              | 1,2              | 0,6              | 0,6              | 15,7             | 61             | 45             | 30,8           | 45,5           | 38,0           | 77,5           | 7,1            | 1,2            | 0,7            | 0,5            | 13,9           |
| Наведите курсор мыши на аббревиатуры в заголовке таблицы, чтобы прочесть их расшифровку. |         |                  |                  |                  |                  |                  |                  |                  |                  |                  |                  |                  |                |                |                |                |                |                |                |                |                |                |                |

### Статистика в NCAA
| Сезон | Команда | Conf  | Class | GP | GS | MPG  | FG%  | 3P%  | FT%  | RPG | APG | SPG | BPG | PPG  |
| --- | ------- | ----- | ----- | -- | -- | ---- | ---- | ---- | ---- | --- | --- | --- | --- | ---- |
| 2017/18 | Миссури | SEC   | FR    | 3  | 1  | 17,7 | 33,3 | 30,0 | 77,8 | 6,7 | 0,3 | 1,0 | 0,3 | 10,0 |
| Всего | Всего   | Всего | Всего | 3  | 1  | 17,7 | 33,3 | 30,0 | 77,8 | 6,7 | 0,3 | 1,0 | 0,3 | 10,0 |
| Наведите курсор мыши на аббревиатуры в заголовке таблицы, чтобы прочесть их расшифровку Статистика приведена с сайта sports-reference.com |         |       |       |    |    |      |      |      |      |     |     |     |     |      |

## Личная жизнь
Портер - христианин. Он вырос вегетарианцем. В 2018 году он перешел на сыроедение. По состоянию на 2020 год Портер больше не является вегетарианцем или веганом.
Помимо младшего брата Джонтея, у него есть две старшие сестры по имени Брай и Сьерра, а также два сводных брата и две сестры. В апреле 2024 года его младший сводный брат Кобан был приговорен к шести годам тюремного заключения за убийство женщины во время вождения в состоянии алкогольного опьянения. Также в апреле 2024 года другой младший сводный брат Портера, Джевон, был арестован в Миссури по подозрению в вождении в нетрезвом виде. Все три брата Портера также играли в баскетбол, по крайней мере, на уровне колледжа: Джонтей играл с Майклом в Миссури во время своего первого сезона, Кобан ранее играл в Университете Денвера, а Джевон в настоящее время играет за Университет Лойола Мэримаунт, а ранее играл за Университет Пеппердайн.
В 2017 году Портер встречался с актрисой и моделью Мэдисон Петтис.
10 сентября 2023 года, находясь с визитом на Тайване, Портер совершил первый бросок на игре CTBC Brothers.